# Kõue
Kõue (dříve Kõu, německy Kau) je vesnice v estonském kraji Harjumaa, samosprávně patřící do obce Kose.